# Edward Morrissey
Edward Morrissey (fl. XIX-XX secolo) è stato un regista statunitense all'epoca del muto che, dopo avere fatto i suoi primi film con la Reliance Film Company, passò poi a lavorare per la Biograph.

## Filmografia
- A Working Girl's Romance - cortometraggio (1914)
- The Girl in the Shack - cortometraggio (1914)
- The Rose Bush of Memories - cortometraggio (1914)
- The Counterfeiter's Daughter - cortometraggio (1914)
- His Ward's Scheme - cortometraggio (1915)
- The Girl Hater - cortometraggio (1914)
- Love's Melody - cortometraggio (1915)
- The Little Runaways - cortometraggio (1915)
- A Letter to Daddy - cortometraggio (1915)
- The Fixer - cortometraggio (1915)
- The Little Slavey - cortometraggio (1915)
- His Last Wish - cortometraggio (1915)
- The Need of Money - cortometraggio (1915)
- The House Built Upon Sand - mediometaggio (1916)
- Stage Struck - mediometraggio (1917)
- The Pointing Finger, co-regia di Edward A. Kull (1919)